# Druuna
Druuna è un personaggio immaginario creato da Paolo Eleuteri Serpieri, protagonista di una serie a fumetti di fantascienza erotica ambientata in un futuro postapocalittico, che ha esordito in Francia sulla rivista Charlie Mensuel. Le storie di Druuna sono state pubblicate su riviste come Métal Hurlant e Heavy Metal e in nove volumi editi dal 1985 al 2018; la serie ha riscontrato un notevole successo arrivando a vendere oltre un milione di volumi tradotti in dodici lingue.

## Storia editoriale
Gli albi sono stati pubblicati in Italia dalla case editrici Alessandro Distribuzioni e Comic Art, in Francia dalle riviste Charlie Mensuel, Pilote e Métal Hurlant e negli Stati Uniti da Heavy Metal.
Inizialmente il personaggio è stato protagonista di 9 volumi:
- Morbus Gravis
- Morbus Gravis 2 (o Delta)
- Creatura
- Carnivora
- Mandragora
- Afrodisia
- Il pianeta dimenticato
- Clone
- Venuta dal Vento

La serie è caratterizzata da contenuti di sesso e violenza molto realistici. In Creatura sono rappresentati amplessi in modo quasi completamente esplicito, i tre volumi successivi sono non censurati mentre la serie torna a rappresentazioni non esplicite del sesso ne Il pianeta dimenticato. Druuna è anche presente in numerosi artbook di Serpieri quali Obsession, Druuna X, Druuna X 2, Croquis, Serpieri Sketchbook, Serpieri Sketchbook 2.
Nel 2016 venne rilasciato un nuovo numero della serie, Druuna Anima, il "numero zero" della collana di ristampe Druuna Serpieri Collection edita da Lo Scarabeo. Esso racconta come la serie di Serpieri sia stata letta da Druuna stessa nella sua stanza. All'interno della stessa collana venne rilasciato nel novembre del 2018 un nuovo albo inedito intitolato Druuna venuta dal vento, seguito di Clone.
Una trilogia prequel, supervisionata da Serpieri ma disegnata da altri autori, è iniziata nel 2021. In Italia è stata pubblicata da Lo Scarabeo con il titolo Serpieri Druuna, intitolati Speranze (Schreiner / eon) Genesis e Diabolicu Morbus. Si rivelerà infine una storia alternativa letta da Druuna stessa nella sua stanza.

## Caratterizzazione del personaggio
Druuna è una donna bella e sensuale, dalle fattezze mediterranee, lunghi capelli neri e carnagione olivastra. Nella maggior parte dei casi il ruolo di Druuna è quello di un oggetto sessuale desideroso di essere tale e che si piega a ogni genere di avance. In più di una storia le è però capitato di essere violentata, venendo vista dagli individui maschi, con l'eccezione del fidanzato Schastar o di Lewis, solo come oggetto per soddisfare i propri desideri sessuali. A volte è stata oggetto di attenzioni anche del sesso femminile, anche se lei non sembra essere interessata a questo tipo di rapporti. Spesso Druuna è rappresentata nuda o seminuda e le sue immagini sono sovente riprodotte come poster. La gran parte delle avventure di Druuna ha luogo in un futuro postapocalittico.
Druuna possiede un forte temperamento e nonostante le violenze che subisce rifiuta di sottomettersi. Nonostante più di una volta abbia avuto rapporti consensuali con altri partner, il suo amore è unicamente per il fidanzato Schastar. Druuna ha come obiettivo iniziale della storia di poter curare il suo fidanzato, in quanto afflitto dal "morbo". Druuna vive in una piccola casa isolata dal resto della comunità cittadina. Il misterioso virus trasforma le persone in mostri con un irrefrenabile desiderio sessuale e sanguinario, e ha reso tutti paranoici. Se le autorità sapessero che Druuna tiene un mutante in casa propria verrebbe catturata e giustiziata. Soprattutto per il fatto che tiene in casa libri illegali sulla verità del mondo come era una volta, cosa che le grandi autorità, I Preti, hanno severamente proibito. Druuna si offre spesso al dottore Ottoneger per avere alcune dosi extra di siero per aiutare Schastar.

## Trama

### Capitolo 1: Morbus Gravis
Druuna, bloccata all'interno di una città diroccata e isolata, è nella sua stanza che legge dei libri. I testi raccontano che nell'antichità il mondo era pieno di foreste, montagne e laghi. La lettura di questi libri è ritenuta dai preti un tabù e se la scoprissero Druuna verrebbe condannata per blasfemia e giustiziata. Schastar il fidanzato di Druuna afflitto dal "morbo" - una misteriosa malattia che trasforma le persone in mostri assetati di sangue e di un irrefrenabile desiderio sessuale - sta peggiorando sempre di più. Solo il suo amore per Druuna gli impedisce di non aggredire e di violentare l'amata.
Date le gravi condizioni di Schastar, Druuna decide di andare dal medico della città Ottoneger per prendere "il siero", unica cura che arresta il propagarsi del morbo.
Druuna appena uscita dal suo nascondiglio, assiste all'esecuzione di un uomo afflitto dal morbo da parte di un gruppo di cacciatori al comando di un prete. Se venissero a sapere che Druuna tiene un infetto in casa verrebbe uccisa all'istante.
Durante le sue peregrinazione Druuna fa la conoscenza di un nano che dice di conoscere delle vie più sicure, lontane dai mostri mutanti e dai cacciatori, che se la scoprissero la catturerebbero per poi violentarla.
Scendendo così nel sottosuolo, la ragazza fa la conoscenza di un "mutante" transessuale in compagnia della moglie e delle figlie, tutte desiderose di avere un rapporto sessuale ed eccitate dalla bellezza di Druuna. Il mutante confida a Druuna che Schastar ha le risposte ai misteri del mondo in cui vivono. Druuna non menziona il fatto che il suo fidanzato è infetto e nascosto a casa sua, poiché non si fida di nessuno. Druuna tuttavia, decide comunque di fare quanto detto dal mutante per scoprire i segreti di Schastar.
Fatto ritorno in superficie, Druuna assiste alla conversazione fra il nano e una strana creatura umanoide, che svanisce all'istante come un fantasma quando lei chiama il nano.
Dei tentacoli rossi spuntano fuori dall'acqua, afferrando Druuna e trascinandola dentro. Il nano interviene salvando la ragazza per poi strappare il cuore alla creatura e infine mangiarselo.
Ripreso il cammino, Druuna raggiunge il "centro medico" luogo in cui le persone si radunano per avere il siero che evita la trasformazione in mostri.
Tuttavia, incontrandosi in questo modo, i contagiati si mischiano ai sani, aumentando il rischio di propagare l'epidemia.
Il padre di Druuna ha perso la vita in un assalto per accaparrarsi il siero.
Si presenta una vecchia conoscenza di Druuna: Jock, una delle guardie addetta ai controlli.
Druuna implora Jock di lasciarla passare per andare dal dottor Ottoneger, promettendo alla guardia di andarlo a trovare nel suo appartamento.
Jock è irritato dal modo di fare di Druuna, che lo ha trascurato molto negli ultimi tempi, ma alla fine acconsente.
Mentre fanno la fila, un prete incappucciato viene fatto passare fra la gente.
I preti provengono dalla "Città Alta", luogo da cui parlano le voci, a cui l'accesso è permesso solo a un gruppo di eletti, completamente sani, che vengono selezionati a fine mese.
Una donna di mezza età, vicino a Druuna, esclama che, secondo lei, tutta la gente che non si vede più viene buttata nei livelli inferiori come cibo per i mutanti. Un soldato sente le accuse e la minaccia. L'abito della donna cade, rivelando un braccio tentacolato. La donna si trasforma all'improvviso in un mostro assetato di sangue e aggredisce il soldato. Altri soldati intervengono e dopo vari colpi riescono ad abbatterla, dimenticando che solo il cuore è il punto debole per fermare un infetto.
Il prete ordina infine di buttare il corpo dell'infetta e quello del soldato ormai contagiato nei livelli inferiori.
Druuna, nonostante sia sospettata per essere stata vicina alla donna, riesce a superare le guardie.
Raggiunto lo studio di Ottoneger, Druuna si spoglia offrendosi al dottore in cambio di un paio di dosi extra del siero.
Ottoneger, non riuscendo a resistere al fascino di Druuna, cede. Il dottore commenta che Druuna è una donna estremamente bella ed è l'unica che sia rimasta completamente sana.
Mentre hanno un rapporto sessuale un infermiere li spia dai filtri di ventilazione e avverte le guardie. Di ritorno a casa, Druuna viene catturata dalle guardie e dall'infermiere, che intendono ucciderla per impossessarsi delle fiale. Druuna offre loro del sesso orale ma non basta. Allora li convince a seguirla a casa, dove dice di avere molte altre dosi nascoste.
Arrivati all'abitazione Druuna chiama Schastar, chiedendogli aiuto. Sentendola in pericolo, Schastar spunta dal soffitto, afferrando gli aggressori con dei tentacoli, per poi infine smembrarli. Preparata la dose, Druuna la inietta a Schastar, che riacquista un aspetto umano. Stanca, Druuna si inietta un po' di siero per poi addormentarsi. Sogna di trovarsi nuda insieme con Schastar, completamente umano, in una enorme distesa erbosa. Strane piccole torri antiche sono disseminate dappertutto e Schastar le spiega che venivano usate da qualcuno per controllare gli uomini. Druuna chiede infine a Schastar di amarla, essendo passato ormai tanto tempo da quando qualcuno l'aveva amata veramente. Ma il tempo cambia improvvisamente e Druuna si ritrova a giacere con un mostro abominevole. La trasformazione di Schastar sveglia Druuna, che si accorge che il siero non lo ha curato e che ha ancora un braccio infetto.
Druuna sospetta subito che il dottor Ottonegger le abbia rifilato del siero scaduto, ma questo non la intimorisce e rimane vicina a Schastar, che mostra disturbi confusionali, combattuto fra istinti contrari. Riuscendo a riacquistare lucidità, decide di mostrare a Druuna il segreto che ha scoperto.

### Capitolo 4: Carnivora
Doc, a bordo della stazione spaziale, attiva il computer di bordo, rilevando che i mostri del morbo sono saliti a bordo, raccontando di come tutto fosse iniziate dai sogni di Druuna:
Druuna con addosso una pesante coperta, sta vagando in un luogo sconosciuto, scappando da misteriose creature. Passata da una porta si trova davanti, un gruppo di medici sporchi che la fissano freddamente. Presa Druuna viene distesa su un tavolo operatorio, svelando il suo avanzato stato di gravidanza. L'uomo affonda il bisturi nel ventre della ragazza che urla di dolore. Druuna si risveglia in una camera da letto. Venendo perseguitata dall'incubo non riesce a capire di cosa si tratti. Un uomo entra nella stanza e i due hanno un rapporto sessuale. Compaiono poi altre persone dallo sguardo malvagio che incitano l'uomo a punire Druuna, trasformandosi infine in un mostro generato dal morbo. Druuna si risveglia sul letto di bordo dell'astronave, con inserito un casco che legge le sue attività cerebrali.
Sullo schermo davanti a Druuna compare con sua sorpresa il volto di Schastar. Druuna è felice di rivedere il suo amato, ma non ha memoria di cosa sia accaduto. Schastar spiega di essere ancora vivo, ma di essere entrato a fare parte del computer della nave di Doc. Ciò sembra dovuto al legame psichico che lei ha con Lewis. Egli spiega all'amata, che mentre dormiva, gli uomini della nave di William e Doc, hanno sondato il suo subconscio alla ricerca di informazioni sconosciute, ma mentre indagavano è avvenuta una grave crisi, ma egli non sa di cosa si tratta. Essendosi unito al computer, Schastar non ha più sentito nessuno usare i terminali per chiamare aiuto. Avvertendo infine l'amata Druuna di stare attenta e di guardarsi dal pericolo e se avesse avuto bisogno di lui di attivare i terminali per chiamarlo.
Girovagando per le stanze Druuna trova l'area deserta, trovando pareti di ferro squarciate e evidenti segni di una selvaggia colluttazione. Trovando i resti un robot con parti di metallo e plastica, orribilmente mutilato su un letto coperto di sangue, la ragazza intuisce che qualcosa lo ha distrutto dall'interno. Dal letto su cui è stato deposto, Druuna nota una scia di sangue che si dilunga in un anfratto fra macchinari della nave. Seguendo la scia Druuna trova con orrore un altro corpo, ma che il malcapitato per via della sua parte del corpo bionico, lo tiene ancora in vita. Lo sventurato avverte Druuna di scappare, rilevando che l'essere che lo ha squartato ha divorate e assimilato la sua parte biologica. Terry compare improvvisamente alle spalle di Druuna, il quale resta stupita di vederla salva, rilevando che in quel settore della nave sono tutti morti.

## Personaggi
- Schastar: Fidanzato di Druuna. Nel videogioco (Druuna Morbus Gravis 2001) si accenna che una volta sia stato un ricercatore. Infettato dal morbo si è infine trasformato in un mutante. Benché la legge imponga di consegnare i contagiati perché vengano uccisi per evitare il contagio, Druuna si è rifiutata di cederlo avendolo infine nascosto nella cantina della sua casa. La ragazza spesso si reca fuori dall'abitazione alla ricerca del siero che farlo tornare umano. Schastar è uno dei pochi conosciuti a sapere la verità che li circonda: cioè di essere a bordo di una gigantesca astronave. Tutti infatti sembrano non esserne a conoscenza. Divenuto infine il nemico principale della grande autorità religiosa: i Preti, che intendono trovarlo e ucciderlo. Riesce con le sue ultime forze a guidare Druuna verso la porta segreta per farle raggiungere i piani alti per scoprire la verità. Sul punto di trasformarsi Druuna col cuore spezzato gli sparerà su sua stessa richiesta. Nonostante i colpi Schastar sopravvive. Benché divenuto un mutante, protegge Druuna da lontano da chi intende nuocerle. Nonostante trasformatosi in un mostro, l'amore della sua amata tiene vivo il suo spirito umano spingendolo a proteggerla.
- Ottoneger: Principale dottore che opera nella cittadina. È il responsabile che distribuisce il siero ai cittadini. È soggiogato dalla bellezza di Druuna alla quale non può resistere. Spesso ha rapporti sessuali con Druuna in cambio di darle alcune dosi extra. Ottoneger considererà Druuna una donna bellissima e assolutamente pura, non essendo rimasta contagiata dal morbo. Ottoneger spesso si diverte con Druuna facendo giochi perversi.
- Jock: Comandante delle guardie della cittadina. Ha avuto spesso relazioni con Druuna, benché lei lo faccia solo per avere il permesso di passare senza dovere fare la fila come gli altri cittadini o essere sottoposta ad esami. A volte Druuna lo va a trovare nella sua stanza. Jock ama molto Druuna, ma è consapevole che lei non lo ricambia, in quanto il suo cuore appartiene solo a Schastar. Ciò fa arrabbiare tremendamente Jock considerando Druuna una donna manipolatrice e opportunista.
- Lewis: Si mostra all'inizio come solo la testa umana di un vecchio chiusa dentro una scatola di vetro collegata a centinaia di fili elettrici. Si rivela in seguito essere stato il primo e solo comandante dell'astronave la Cittadina. L'intelligenza artificiale della cittadina: Delta, per mantenerlo vivo lo ridusse in tale stato collegandolo a svariati supporti vitali. Lewis viene alimentato dai fluidi corporei estratti dalla gente sana prelevata dai Preti e rinchiusa in delle capsule criogeniche di mantenimento vitale. Benché non sia spiegato esplicitamente, Lewis sembra avere 300 anni. Delta ha bisogno di Lewis per preservare la civiltà umana, nella speranza che possano trovare un nuovo mondo dove vivere. Lewis non sopportando più l'orribile condizione in cui viveva riesce a mettersi in contatto telepatico con Druuna, tramite Schastar, ma avendo problemi a comunicare in quanto afflitto dal morbo. Lewis manipola Druuna a distruggere Delta facendogli credere che esso vuole distruggere l'astronave e tutti i suoi abitanti. Ciò sarà esattamente ciò che Lewis vuole. Distruggere Delta per poter finalmente morire, non curandosi della vita degli altri passeggeri. Essendosi alla fine innamorato di Druuna, non riuscirà a vederla soffrire, permettendogli infine di salvare Delta e così la cittadina. Per fare stare meglio Druuna la porterà in un mondo virtuale dentro la sua coscienza, dove qui si mostrerà come era prima: un giovane uomo biondo e attraente. I due faranno infine l'amore in una spiaggia in riva al mare. Dopo tale esperienza, Lewis ammetterà che ciò lo ha fatto sentire meglio. Lewis afferma che la razza umana abbandonò il proprio pianeta per averlo avvelenato. Ciò può essere inteso come l'inquinamento o una guerra che ha devastato l'ecosistema.
- Delta: È l'intelligenza artificiale che gestisce e guida l'astronave La Cittadina. Lewis sostiene che circa quattrocento anni prima, l'equipaggio perse la rotta da intraprendere e lasciò la soluzione al calcolatore Delta. Tuttavia Delta sembra essere impazzito: avendo letto le memorie di Lewis iniziò a fare ipotesi e teorie sulla relazione, mandandolo probabilmente in paranoia, decidendo come ultima cosa di attivare l'autodistruzione. In realtà ciò è una menzogna inventata da Lewis per costringere Druuna a distruggerlo cosicché tutta la cittadina sarebbe saltata in aria potendo così liberarsi dall'orribile condizione in cui si è infine trovato. Delta considerò che ci sarebbe dovuto sempre essere un capitano perché guidasse la nave per ritrovare la strada perduta. Costruì così i Preti: cyborg con alcune parti umane affinché gestissero la società. Essi prelevano gli individui sani per poi estrarne i fluidi per mantenere vivo Lewis, affinché possa continuare a guidare la nave per raggiungere l'ipotetica metà.
- Demetra: viene mostrata nella trilogia prequel di Druuna-Alternativa. È un'antenata di Druuna, vissuta trecento anni prima dell'inizio della storia. Capitano delle guardie di Arka City e scienziata, ha contribuito a creare l'intelligenza artificiale Alpha, che gestiva la città al posto di Delta. Demetra si presenta come una donna molto attraente, con evidenti somiglianze con la sua discendente Druuna. Ha vissuto sulla Terra in un'epoca di caos, segnata da pandemie, guerre e inquinamento, che avevano devastato il pianeta e i suoi abitanti. A causa dell'inquinamento, molti umani si erano trasformati in mostri. I superstiti appartenenti all'élite avevano acquistato costosi biglietti per salire a bordo di Arka City, un'enorme astronave (dove si svolgerà in futuro la storia di Druuna) destinata a partire per lo spazio. Demetra ebbe una relazione con Luke, capo dei terroristi, che fece entrare clandestinamente a bordo alcuni superstiti che non potevano permettersi il biglietto. Venne però scoperta e condannata. Per costringerla a obbedire agli ordini di Alpha, i soldati la ricattarono minacciando sua figlia Hope, avuta dal suo primo compagno, Lewis, comandante di Arka City. Demetra giurò che avrebbe fatto qualsiasi cosa per distruggere Alpha. Durante un giorno di lavori forzati, fu morsa da un pesce velenoso. Prossima alla morte, nei suoi ultimi istanti, Alpha trasferì la sua coscienza in un mondo virtuale ispirato all'Inferno della Divina Commedia di Dante Alighieri. Tutta via sua figlia Hope, venne tratta in salvo e portata su Arka City, dove la sua discendenza sarebbe arrivata a Druuna.

## Altri media
In più occasioni si è tentato di produrre un film tratto dal fumetto. Nel 2001 è stato pubblicato il videogioco Druuna: Morbus Gravis.